# Szeroki Żleb (Krokiew)

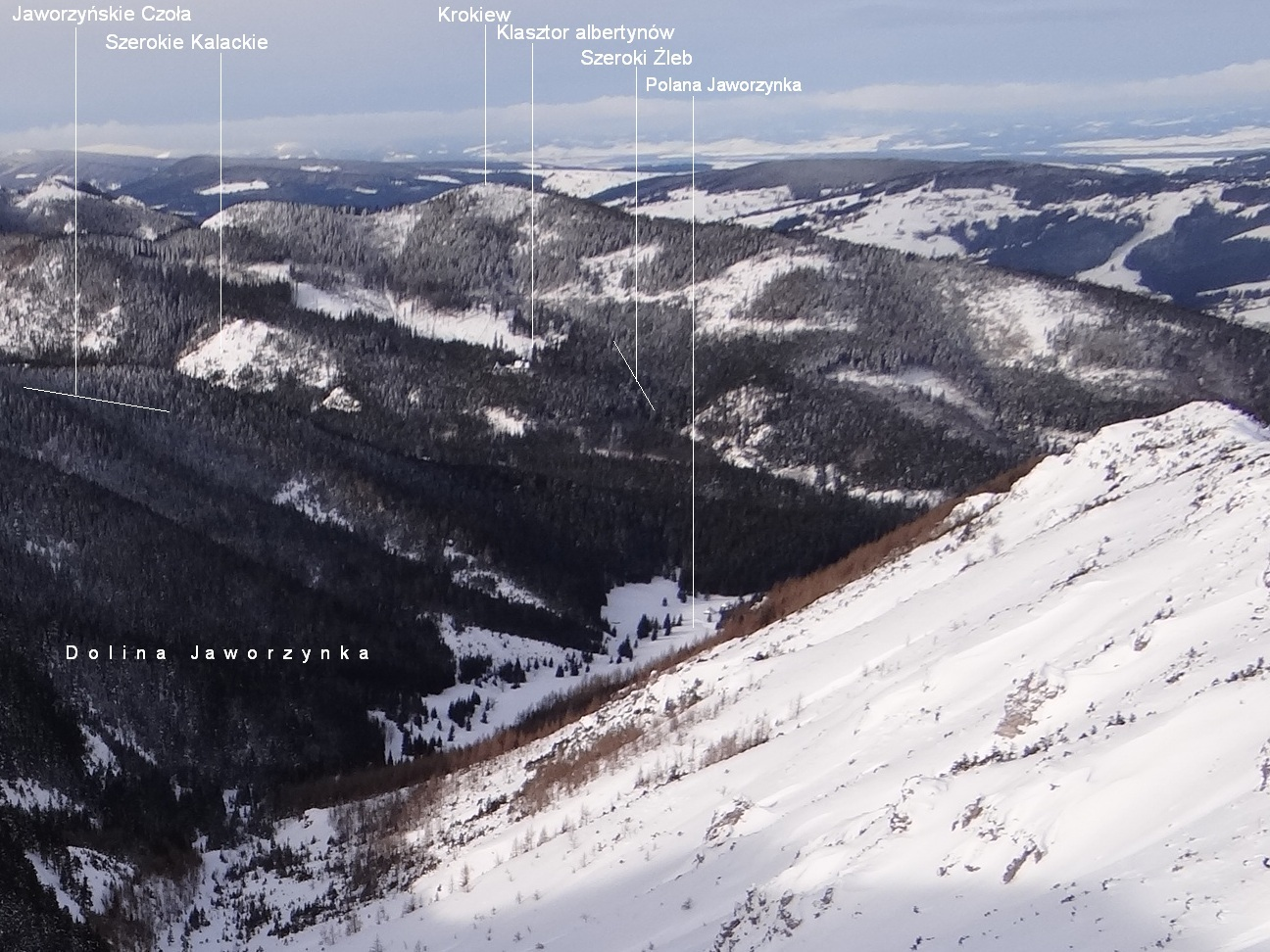
Widok ze Skupniowego Upłazu

Szeroki Żleb – żlebowata dolinka w masywie Krokwi w polskich Tatrach Zachodnich. Charakter żlebu mają tylko dwa koryta w jej górnej części; jedno opada z północno-wschodnich stoków Małej Krokwi (1365 m), drugie spod przełęczy Siwarowe Siodło. Wkrótce łączą się w jedną wąską dolinkę dość łagodnie opadającą w północno-wschodnim kierunku. U podnóży południowo-wschodniego ramienia Krokwi dolinka ta ostro zmienia kierunek na południowo-wschodni, potem znów na północno-wschodni. Dnem Szerokiego Żlebu spływa niewielki potok, który w Kuźnicach uchodzi do Bystrej (na wysokości 1001 m).
Orograficznie lewe zbocza Suchego Żlebu tworzy grzbiet Mała Krokiew – Siwarowe Siodło – główny wierzchołek Krokwi oraz jej północno-wschodni grzbiet, niżej zakręcający w południowo-wschodnim kierunku. Zbocza prawe tworzy odchodzący od Małej Krokwi grzbiet Szerokie Kalackie ze Śpiącą Górą, na której znajduje się klasztor Albertynów na Śpiącej Górze. Obecnie Suchy Żleb jest niemal w całości zalesiony, jednak dawniej, w okresie pasterstwa, było tutaj wiele należących do Hali Kalatówki trawiastych halizn. Jeszcze obecnie na mapie Geoportalu (zarówno w wersji topograficznej, jak i satelitarnej) widoczne jest tutaj wiele trawiastych obszarów.